# Ivan Ivanovici Șuvalov
Ivan Ivanovici Șuvalov (1(12) noiembrie, Moscova 1727 - 14(25) noiembrie 1797, Sankt Peterburg) a fost un om de stat rus, general-adjunct (1760), favorit al împărătesei Elizaveta Petrovna, mecenat, fondatorul Universității din Moscova și al Academiei de Arte din Peterburg, membru al Academiei Ruse, unul dintre creatorii dicționarului academic rus.